# Фред Дърст
Уилям Фредерик Дърст (на английски: William Frederick Durst е фронтменът на нео-метъл/рап кор групата „Лимп Бизкит“.
Роден е в Джаксънвил, щата Флорида, САЩ на 20 август 1970 г.

## Дискография
- Three Dollar Bill Y'All$ (1997)
- Significant Other (1999)
- Chocolate Starfish and the Hotdog Flavored Water (2000)
- New Old Songs (2001)
- Results May Vary (2003)
- The Unquestionable Truth (Part 1) (2005)
- Greatest Hitz (2005)
- The Unquestionable Truth (Part 2) (все още неиздаден)
- Gold Cobra (2011)